# Gau ban ji ma goon: Bak min Bau Ching Tin
Gau ban ji ma goon: Bak min Bau Ching Tin (九品芝麻官S), noto anche con il titolo internazionale Hail the Judge, è un film del 1994 scritto e diretto da Wong Jing.

## Trama
Bau Ching è un giudice corrotto, tuttavia l'incontro con una donna vittima di stupro lo fa pentire delle sue azioni, e anzi fa in modo che sulla triste vicenda possa essere fatta veramente giustizia, arrestando i colpevoli.

## Distribuzione
Ad Hong Kong la pellicola ha goduto di una distribuzione a livello nazionale, a partire dal 31 marzo 1994.